# 110-119
De jaren 110-119 (van de christelijke jaartelling) zijn een decennium in de 2e eeuw.

## Gebeurtenissen

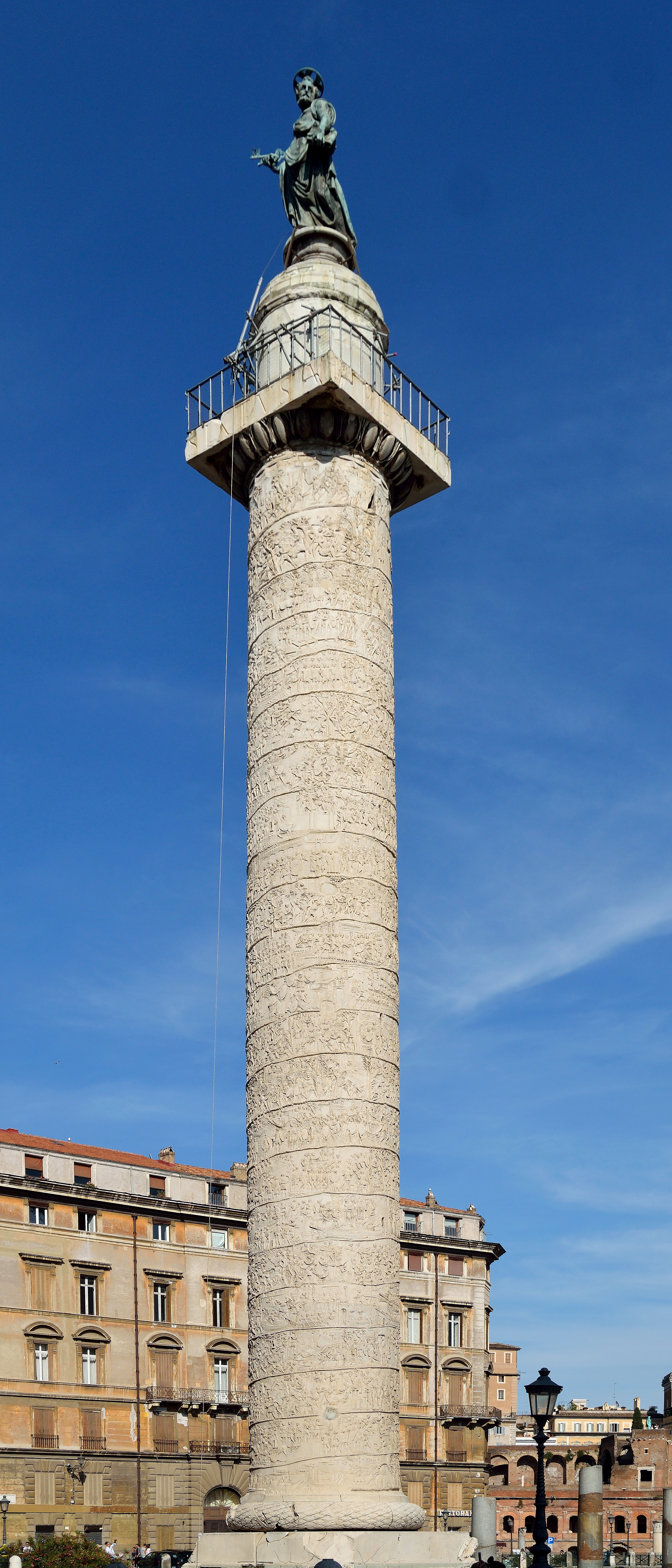
In Rome wordt in 113 de Zuil van Trajanus opgericht.

- 110: Het Romeinse Rijk heeft nu een wegennet van rond 75.000 km lengte.
- 110: Plinius de Jongere wordt gouverneur van Bythinia en Anatolië.
- 112: Briefwisseling tussen Plinius en Trajanus over christenen. Een vordering i.v.m. de ondervraging en bestraffing van christenen. (Epistulae X 96).
- 112: Hadrianus verlaat Rome en wordt archont van Athene
- 112: Het nieuwe Forum van Trajanus van architect Apollodorus van Damascus wordt geopend om de overwinning op Dacië te vieren.
- 113: In Rome wordt de Zuil van Trajanus opgericht.
- 113: Trajanus houdt een expeditie tegen Parthië.
- 114: Het Romeinse Rijk is een provincie rijker, Armenia genaamd.
- 115: Her en der in Noord-Afrika en Cyprus komen de Joden in opstand, beter bekend onder de naam Kitosoorlog.
- 116: Keizer Trajanus verovert in een veldtocht tegen de Parthen hun hoofdstad Ctesifon. Mesopotamia en Assyria worden Romeinse provincies onder keizerlijk gezag. Hiermee bereikt het Romeinse Rijk zijn grootste uitgestrektheid.
- 117: Hadrianus wordt Romeins keizer. Hij is door Trajanus op diens sterfbed geadopteerd.
- 117: Hadrianus sluit vrede met de Parthen. De recent toegevoegde provincies Assyria en Mesopotamië worden weer afgestaan.
- 117: Met moeite wordt een joodse opstand neergeslagen. De stad Cyrene wordt goeddeels verwoest.
- 118: Hadrianus geeft opdracht tot de bouw van het Pantheon in Rome.
- 118: Het Forum komt gereed.
- 118: Hadrianus wordt consul.
- 118: Aan Osroene wordt door het Romeinse Rijk zelfbestuur toegestaan.
- 118: De noord-zuidvete van de Hunnendynastie komt tot een eind.

### Publicaties
- ca. 100: Het Evangelie volgens Johannes wordt opgetekend.

## Belangrijke personen
- Trajanus, keizer van het Romeinse Rijk tot zijn dood in 117.
- Hadrianus, keizer van het Romeinse Rijk vanaf 117.

### Geboren
- ca. 111: Antinous, geliefde van keizer Hadrianus.

### Overleden
- 110: Ignatius van Antiochië sterft de marteldood.
- 112: Marciana, zuster van keizer Trajanus.
- ca. 113: Plinius de jongere, Romeins jurist, bestuurder en geleerde.
- 117: Keizer Trajanus.
- 119: Matidia, keizerin van Rome

<< · 110 · 111 · 112 · 113 · 114 · 115 · 116 · 117 · 118 · 119 · >>
<< · 100-109 · 110-119 · 120-129 · 130-139 · 140-149 · 150-159 · 160-169 · 170-179 · 180-189 · 190-199 · >>